# Joseph von Parseval
Joseph Ferdinand von Parseval (* 6. Februar 1825 in Landau in der Pfalz; † 26. März 1887 in Nymphenburg bei München) war ein königlich bayerischer Regierungsrat und Kammerherr. Von 1863 bis 1869 war er Bezirksamtmann und Badkommissar (Kurdirektor) in Bad Kissingen.

## Leben
Joseph von Parseval war Nachkomme eines ursprünglich aus Fontaine bei Belfort stammenden französischen Adelsgeschlechts, dessen noch in Metz geborener Vater Ferdinand von Parseval (1791–1854), zuletzt königlich bayerischer Generalmajor und Kammerherr, im Jahr 1816 als Rittmeister in den bayerischen Adel aufgenommen worden war. Seine Mutter war die in Dublin geborene Franziska (Fanny) Gräfin O'Hegerty (1797–1881).
Parseval besuchte als königlich bayerischer Edelknabe seit Schuljahr 1839/1840 das königliche Neue Gymnasium in München. Aus dem Jahr 1842 findet man in dessen Akten: Den Preis in den neuern Sprachen erwarb sich nach dem Urtheile seiner eigenen Mitpagen Joseph von Parseval, Schüler der dritten Gymnasial-Klasse.
Nach dem Studium der Rechtswissenschaften war er zunächst Landkommissars-Aktuar in Kusel, wurde dann auf seine Bitte hin im November 1856 in gleicher Stellung nach Frankenthal (Pfalz) versetzt, wo er mindestens bis 1861 blieb und mit Ehefrau und erstgeborenem Sohn August als Untermieter im Elternhaus des späteren Augenarztes Julius von Michel wohnte. Anschließend war er bis Sommer 1863 als Regierungsassessor des Regierungsbezirkes Schwaben und Neuburg in der Bezirkshauptstadt Augsburg tätig.
Mit Wirkung vom 1. August 1863 wurde Parseval als Amtsnachfolger von Friedrich Graf von Luxburg zum königlich bayerischen Bezirksamtmann in Bad Kissingen ernannt mit Zuständigkeit für die Landgerichtsbezirke Bad Kissingen und Münnerstadt und zugleich mit der Aufgabe und Funktion des Badkommissars (Kurdirektor) des damaligen „Weltbades“ betraut. Mit neuem Amt wurde er zum Regierungsrat erhoben. Während seiner sechsjährigen Amtszeit bis Frühjahr 1869 wohnte er im Haus 269 in der Oberen Marktstraße. Am 20. Januar 1864 wurde der bisherige Kammerjunker zum Kammerherrn erhoben.

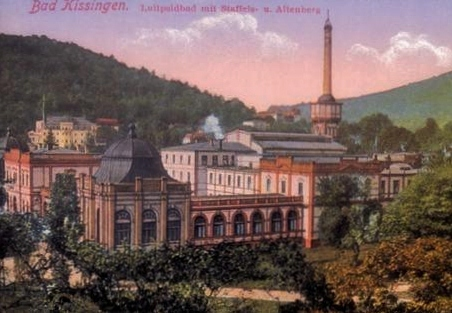
Das Bad Kissinger Luitpoldbad um 1910

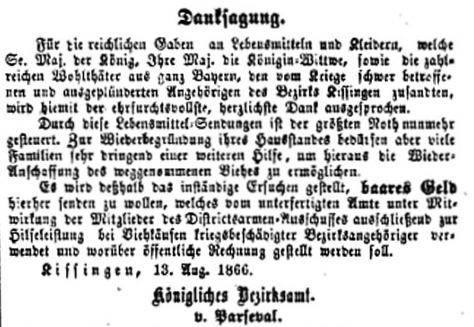
Anzeige vom 13. August 1866

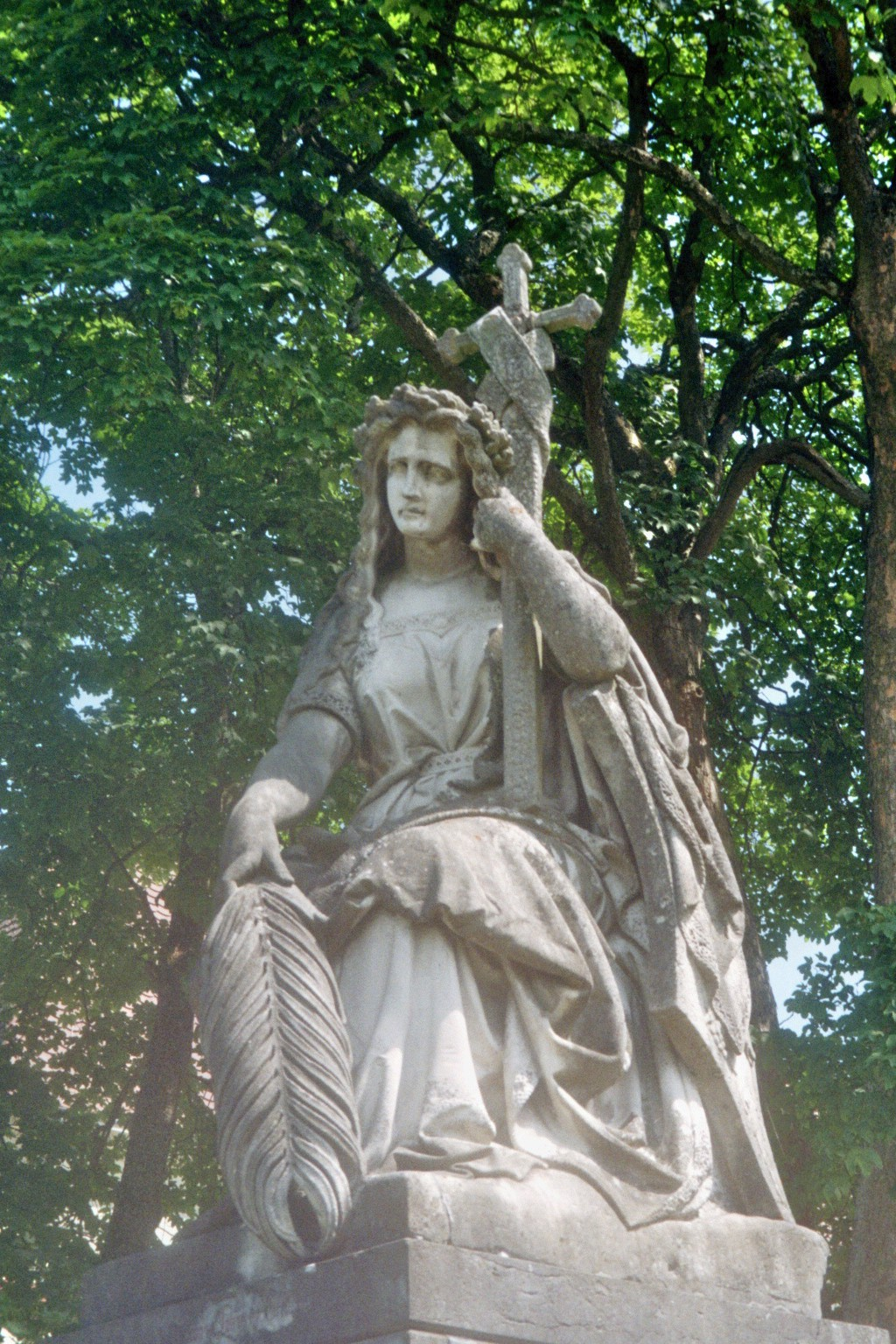
„Trauernde Germania“ in Bad Kissingen

Auf Parsevals Betreiben wurde im Winter 1864/1865 endlich die schon seit 1855 geplante Gründung der Aktiengesellschaft vollzogen, deren Ziel der Bau eines näher am Kurzentrum gelegenen „Actienbades“ war, das später offiziell den Namen Luitpoldbad erhielt. Denn bisher hatte es nur das etwa 30 Minuten Fußweg entfernte Salinenbad („Gasbad“) an der Unteren Saline gegeben. Diesen weiten Weg wollte man den hochherrschaftlichen Kurgästen aus ganz Europa, deren Zahl nach Bau und Einweihung des Arkadenbaues (1838) schnell angestiegen war, bei Schlechtwetter nicht mehr zumuten.
Doch 1866 brach der Deutsche Krieg aus und die Baupläne konnten vorerst nicht umgesetzt werden. Der Kriegsverlauf brachte die Kampfhandlungen sogar direkt nach Bad Kissingen. Hunderte von Toten und über 1.200 verwundete bayerische und preußische Soldaten waren das Ergebnis der Schlacht in Bad Kissingen am 10. Juli 1866. Der Kurbetrieb kam völlig zum Erliegen. Die Verwundeten mussten im neuen Arkadenbau sowie in den größeren Sanatorien und Hotels der Kurstadt versorgt werden.
Am 13. August 1866 dankte Parseval mittels Zeitungsanzeigen für die vielen Lebensmittel- und Kleiderspenden, die nach Kriegsende ins ausgeplünderte und vom Krieg gebeutelte Bad Kissingen geschickt worden waren. Jetzt bat er allerdings ausdrücklich um Geldspenden für die Wiederbeschaffung von Vieh.
Zur Erinnerung an die Gefallenen des Krieges trieb Parseval später die Aufstellung des vom Bad Kissinger Bildhauer Michael Arnold geschaffenen Denkmals „Trauernde Germania“ voran. Er ließ Spendenbüchlein drucken und wandte sich an alle an den Kämpfen in Kissingen beteiligten Regimenter und Bataillone, um die Namen der Gefallenen zu ermitteln und um Beiträge zu werben. zusätzlich sammelte er bei den wohlhabenden Kurgästen die für das Mahnmal nötigen 4.000 Gulden. Das Denkmal über einem Massengrab am Kapellenfriedhof konnte allerdings erst Parsevals Amtsnachfolger Clemens Graf zu Pappenheim, bis dahin Regierungsrat der Kammer des Innern in Würzburg, am 8. September 1869 enthüllen.
Erst zwei Jahre nach dem Krieg konnten die Bauarbeiten für das „Actienbad“ im Sommer 1868 wieder aufgenommen werden. Am 1. Juni 1869 – Parseval war bereits Anfang des Jahres nach Schwabach versetzt worden – wurde das neue Badehaus mit zunächst nur 66 Badekabinetten (Badezimmern) eröffnet; ein weiterer Ausbau war vorgesehen.
Mit Bekanntwerden der Versetzung Parsevals zum 1. Mai 1869 nach Schwabach wurde „von gewisser Seite“ schon zum Jahreswechsel 1868/1869 das Gerücht von Korruption in Umlauf gebracht, seine Versetzung sei angeblich nur deshalb erfolgt, weil Parseval als Kissinger Bezirksamtmann vom russischen Zaren Alexander II. während dessen Kuraufenthalt eine Geldzuwendung erbeten und tatsächlich auch erhalten habe. Dieses Gerücht wurde allerdings noch im Januar für eindeutig falsch erklärt.
Schon 1867 hatte der regierungskritische Volksbote für den Bürger und Landmann, eine von 1848 bis 1872 in München erscheinende katholisch-konservative Zeitung des aus Mecklenburg stammenden Herausgebers Ernst Zander (1803–1872), in einem Beitrag Parseval wegen einer in Bad Kissingen veranstalteten Jahresfeier der Schlacht bei Königgrätz politisch scharf angegriffen und verleumdet. Daraufhin stellt der Fränkische Kurier am 15. Juli 1867 wohlwollend fest, dass der Volksbote gezwungen war, ebenfalls am 15. Juli eine Richtigstellung mit einer Ehrenerklärung für Parseval abzudrucken.
Joseph von Parsevals Brüder Maximilian von Parseval (1823–1902), Otto von Parseval (1827–1901) und Ferdinand Jakob von Parseval (1829–1919) waren bayerische Generale.
Parseval heiratete am 8. Mai 1860 in München Marie Amélie von Schaden (* 3. Oktober 1840 in Erlangen; † 14. Januar 1918 in München), die Tochter des Emil August von Schaden (1814–1852) und der Karoline von Thiersch sowie Enkelin des Philologen Friedrich Thiersch, mit der er sich im Herbst 1859 verlobt hatte. Ihre acht Kinder waren die in Frankenthal geborenen Luftschiffer August von Parseval (1861–1942), Namensgeber der Parseval-Luftschiffe, Ferdinand (1862–1940), geboren in München, Leonie (1863–1946), Julie Mathilde (1864–??) und Cäcilie Amalie von Parseval (1866–1955), alle drei in Bad Kissingen geboren, Henri Otto Joseph (1869–1875) und Friedrich Ferdinand Siegfried (1871–1873), beide in Schwabach geboren sowie die in Augsburg geborene Amalie Caroline Ferdinande von Parseval.

## Auszeichnungen
- 1864: Österreichischer Orden der Eisernen Krone 3. Klasse[24]
- 1864: Russischer Orden der Heiligen Anna 2. Klasse – 1868: mit Brillanten
- 1866: Ritterkreuz 1. Klasse des bayerischen Ordens vom Heiligen Michael[25]
- 1868: Württembergischer Friedrichs-Orden Kommenturkreuz 2. Klasse[26]